# 李鎬東
李 鎬東（イ・ホドン、朝鮮語: 이호동、1937年3月28日 - 1986年3月18日）は、大韓民国の教授、政治家、税務士。第10代韓国国会議員。

## 経歴
中東高等学校を経て延世大学校政治外交学科、同校経営大学院、ソウル大学校行政大学院卒。その後全国大学YMCA連盟理事長、天友社常務理事、輸出検査審議会専門委員、国際技能競技大会韓国委員会審議委員などを務めた。1978年12月20日時点で共和党中央委員会青年分科委員長を務めている。亡くなるまで璟園大学校の教授を務めていたが、1986年3月18日午前8時半、京畿道城南市の同大学前の道で交通事故により50歳で死去した。